# Bogusławscy herbu Ostoja

Herb Ostoja, wersja średniowieczna

Bogusławscy herbu Ostoja, używający przydomku Ścibor – polski ród szlachecki pieczętujący, należący do heraldycznego rodu Ostojów (Mościców), wywodzący się z Bogusławic w dawnym województwie sieradzkim, powiecie radomszczańskim.

## Przydomek rodu
Przydomkiem rodu Bogusławskich herbu Ostoja jest imię Ścibor (Czścibor, Czcibor). Jest to staropolskie imię męskie oznaczające tego, który czci walkę. Przydomek rodu Bogusławskich pochodzi zapewne od Ścibora z Bogusławic herbu Ostoja, który żył w połowie XV wieku. Pierwszym, spotykanym w źródłach, Bogusławskim używającym przydomka Ścibor był Jan Ściborek z Bogusławic żyjący na przełomie XV i XVI wieku.

## Najstarsze świadectwaźródłowedotyczące rodu
Poniżej wymienione są wybrane świadectwa źródłowe dotyczące Ścibor-Bogusławskich do końca XVI wieku.

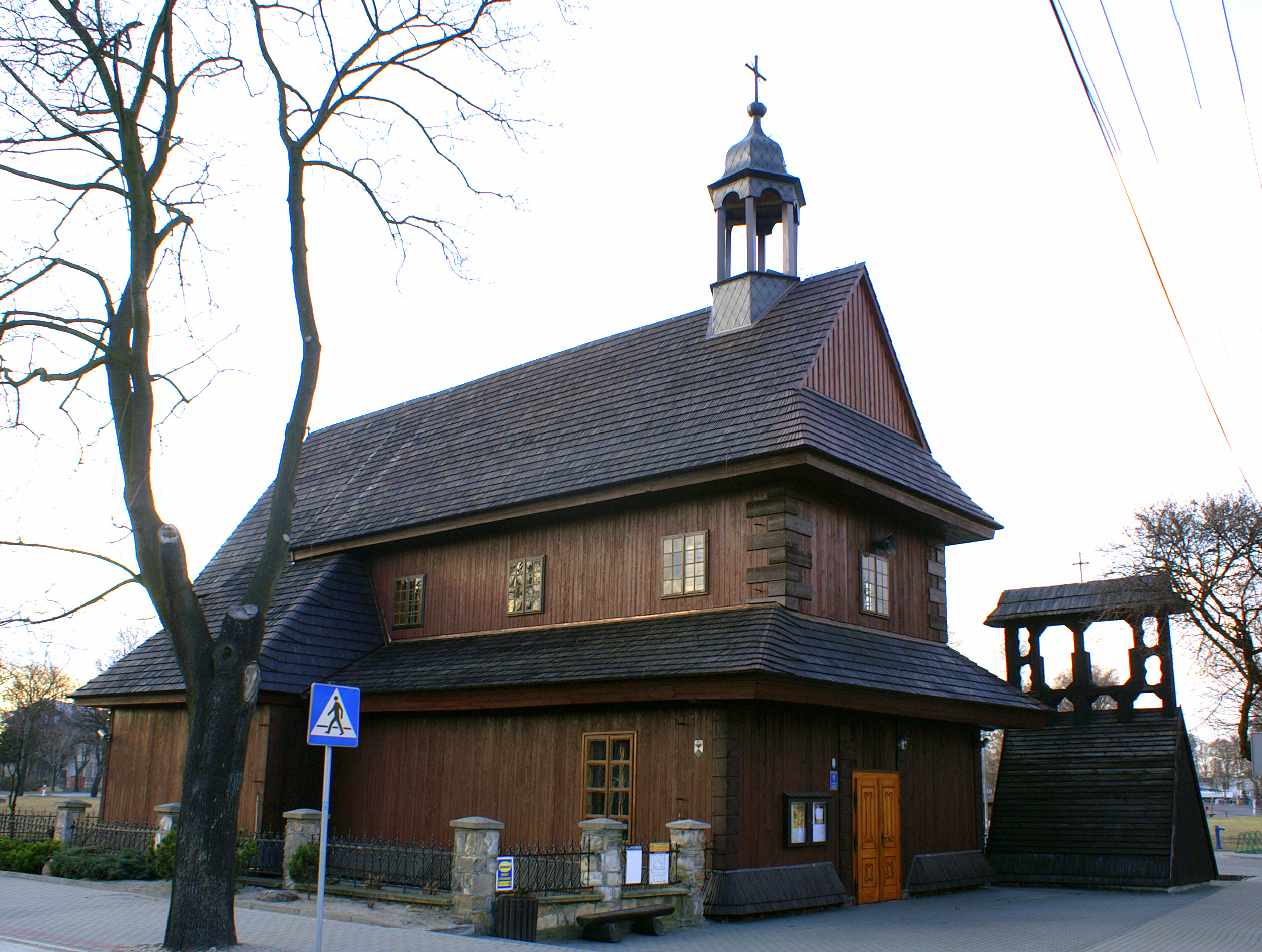
Kościół św. Ducha w Łasku, finansowany w latach 1669-1673 z dóbr Wrzeszczewice, należących w tym czasie do Marcina Ścibor-Bogusławskiego

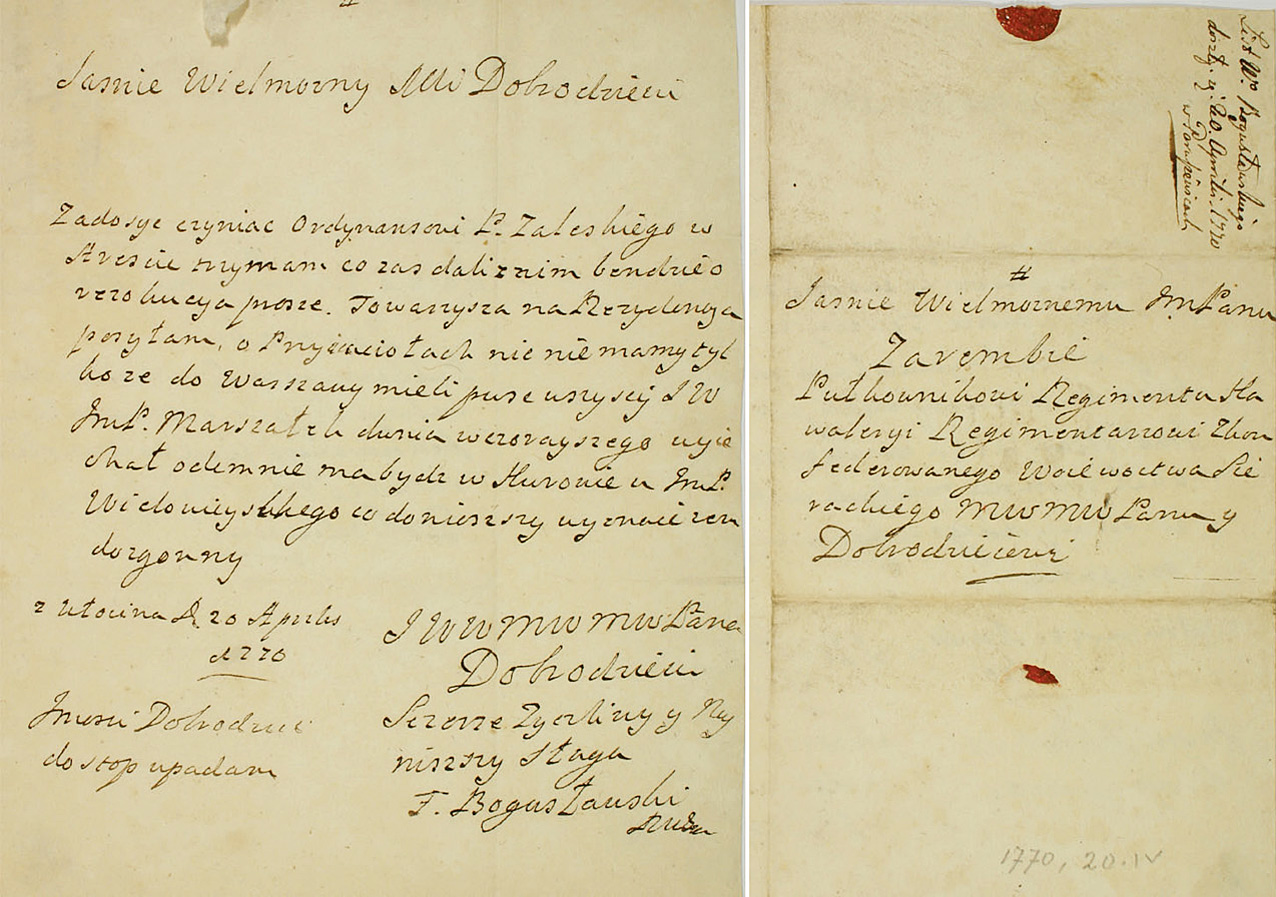
List Franciszka Bogusławskiego do regimentarza Józefa Zaremby z roku 1770, zbiory Biblioteki Kórnickiej

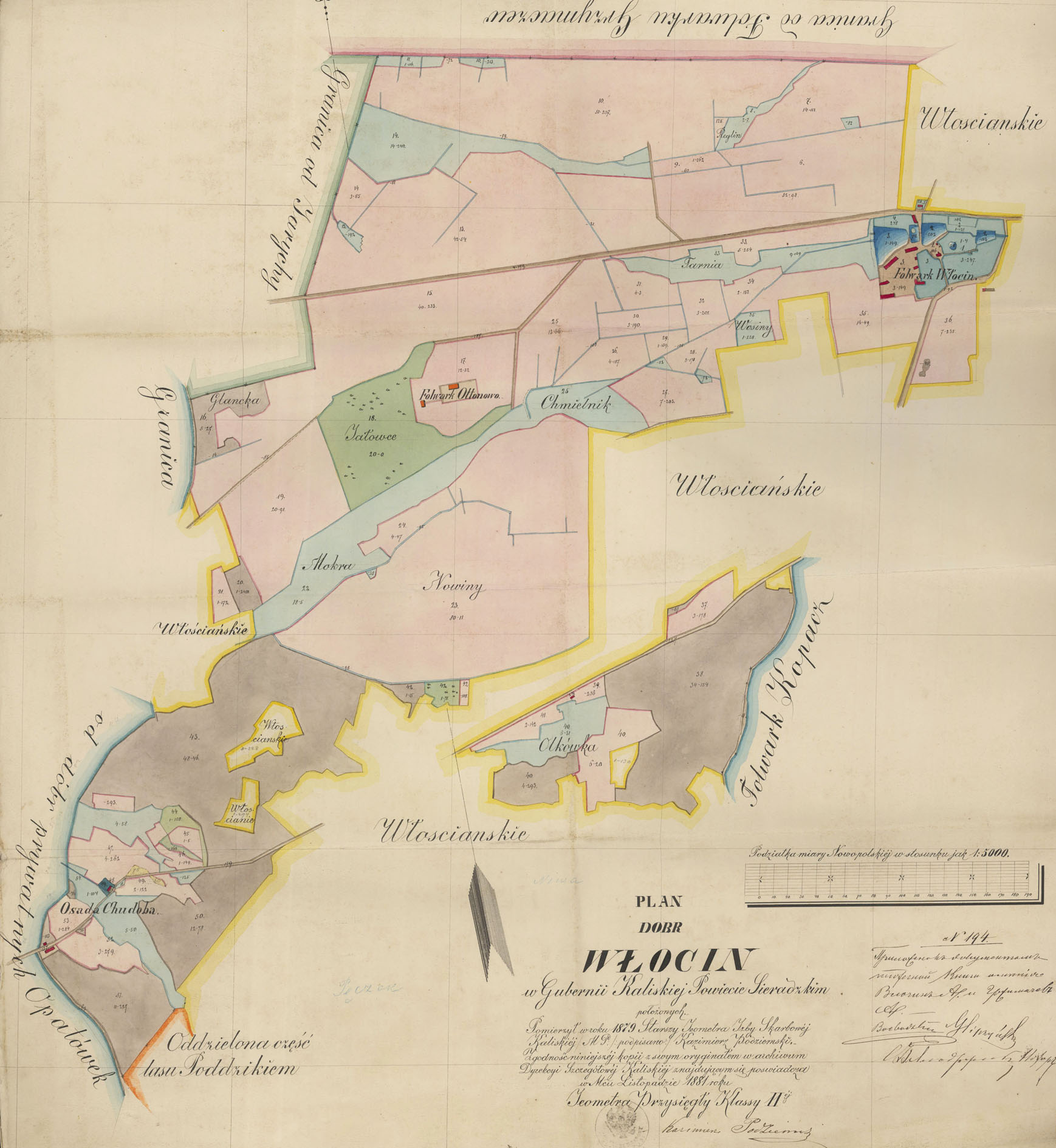
Włocin - mapa dóbr ziemskich z 1881 roku

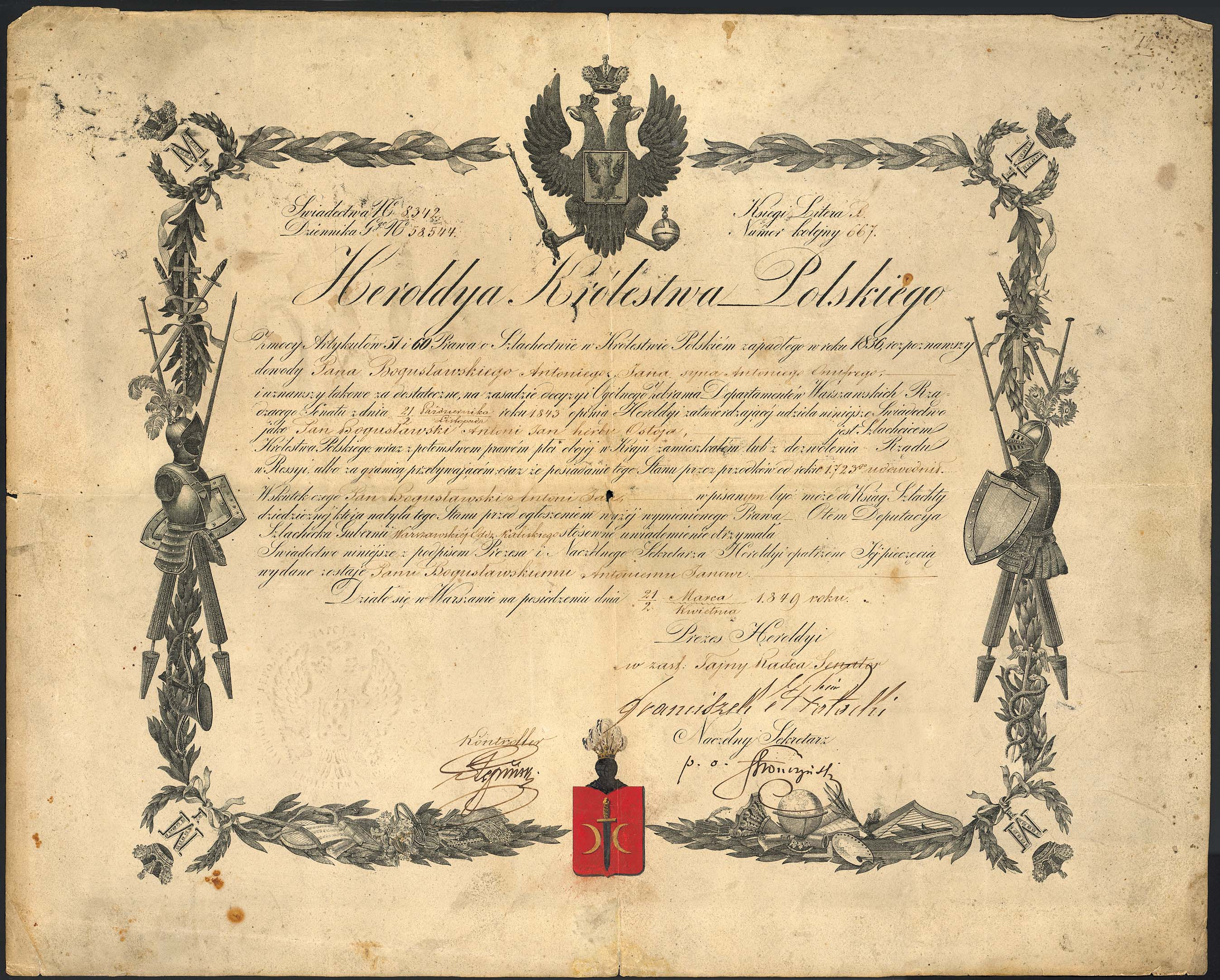
Legitymacja szlachectwa wydana w 1849 r. przez Heroldię Królestwa Polskiego Antoniemu Janowi Bogusławskiemu, współwłaścicielowi Korczewa

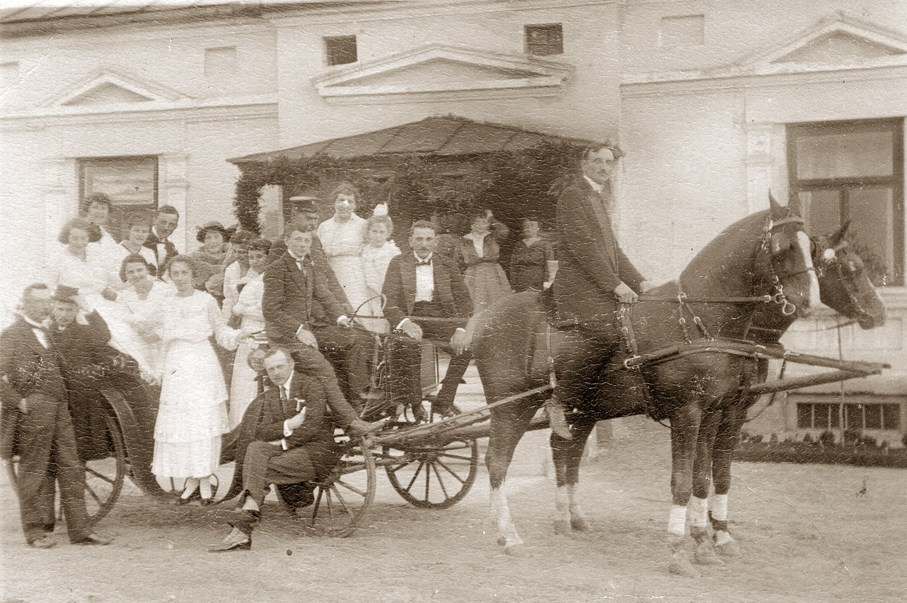
Dwór Ścibor-Bogusławskich w Wilkowicach

- Najstarsza wzmianka na temat wsi Bogusławice, będącej gniazdem rodowym Bogusławskich h. Ostoja, pochodzi z 1400 roku i dotyczy rycerza Przecława z Bogusławic, który procesował się z Michałem z Golanki o skradziony miecz[6].

- Najstarsza zapiska dotycząca przedstawiciela rodu Bogusławskich herbu Ostoja pochodzi z 1405 roku i mówi o Macieju z Bogusławic h. Ostoja, który świadkował w sprawie Jana z Łyskorni, naganionego w szlachectwie przez Macieja z Raczyna[7].

- W roku 1428 wzmiankowany jest Leonard z Bogusławic h. Ostoja, który świadkował wraz z Maciejem z Bogusławic w sprawie Stefana z Ulesia w ziemi sieradzkiej, naganionego przez Jana Kolano z Ulesia[8].

- W latach 1445–1480 występuje w źródłach, wspomniany wyżej, Ścibor z Bogusławic h. Ostoja. W roku 1445, w Radomsku, zanegował szlachectwo Stanisława z Brzeźnicy i Jajek herbu Ostoja[9]. W roku 1480 wymieniony jest jako świadek w dokumencie potwierdzającym prawo Jana z Dąbrowy do posiadania części dóbr w Dąbrowie[10]. Ścibor z Bogusławic miał córkę Katarzynę, żonę Mikołaja ze Sromutki i Grębocin oraz syna Macieja, który w 1492 roku asystował swej siostrze, kiedy ta odbierała 60 grzywien posagu od szwagra Andrzeja ze Sromutki w zamian za ustąpienie z dóbr w Sromutce i Grębocinach[11].

- W roku 1503 Jan Ściborek z Bogusławic h. Ostoja procesował się z plebanem z Borowna Stanisławem Łowieńskim o dziesięcinę pobieraną z pól kmiecych i folwarcznych dla kościoła parafialnego w Borownie. Dokument w tej sprawie znajduje się w zbiorach Archiwum Diecezjalnego we Włocławku[2][12].

- W rejestrach poborowych woj. sieradzkiego występują w roku 1552 - Wojciech Ścibor (Sczybur) i Maciej Ściborowicz (Scziborowicz), posiadający razem 4 łany na Bogusławicach[2][13].

- Pod rokiem 1556 wymienieni są bracia - Maciej, Andrzej i Jan, synowie Wojciecha Ścibora Bogusławskiego h. Ostoja i Zuzanny Koczańskiej, którzy dokonali działów w Bogusławicach po śmierci ojca. Podług dokumentu działowego Bogusławscy posiadali w Bogusławicach folwark, grunty i łąki zwane Serwińskie, niwę i rolę Kuzaliowską, zagrodę dworską z ogrodami, sadami i sadzawką oraz dysponowali trzema łanami gruntów kmiecych[14].

- Dr Franciszek Piekosiński w swych opracowaniach ksiąg podskarbińskich (nr 7 i 8) wymieniał działającego w latach 70. XVI wieku Jana Bogusławskiego herbu Ostoja, urzędnika (służebnika) Mikołaja Mieleckiego, wojewody podolskiego[15][16].

- Adam Boniecki w „Herbarzu polskim” wspomina Jana Ścibora Bogusławskiego herbu Ostoja, który w roku 1597 zabezpieczył żonie swej, Dorocie z Tarnowskich z Tarnowskiej Woli 1200 flor. Według Bonieckiego w roku 1603 tenże Jan Ścibor udowodnił swoje pochodzenie szlacheckie w Piotrkowie przedstawiając świadków, wśród których byli jego bracia stryjeczni – Wojciech i Marcin Bogusławscy oraz krewni – Andrzej Koczański i Wojciech Chrzanowski[17]. O Janie Ściborze Bogusławskim pisze także prof. Włodzimierz Dworzaczek, iż zawierał on w dniu 14 grudnia 1597 roku kontrakt pod zakładem 2000 złp. z Janem Tarnowskim, biskupem poznańskim i podkanclerzym[1]. Jan Bogusławski był również jednym z wykonawców testamentu abpa Tarnowskiego, zmarłego w 1605 roku[18].

- W Archiwum Dzikowskim Tarnowskich znajdują się trzy dokumenty mówiące, że Jan Ścibor Bogusławski dokonał w latach 1598-1601 zamiany własnych dóbr Gluzy na Wawrowice należące do uposażenia dziekana kolegiaty sandomierskiej Jana Wielickiego. Zamianę tę zaaprobowali: papież Klemens VIII, król polski Zygmunt III i bp krakowski Jerzy Radziwiłł[19].

- Kasper Niesiecki w "Herbarzu polskim" wymienia Mikołaja, Jana i Piotra Ściborów z Bogusławic herbu Ostoja oraz ich siostrę Elżbietę, zamężną za Adamem Janowskim, podsędkiem krakowskim[20].

- W 1598 roku Jan Bogusławski Ścibor (Sczibor) jest wymieniony jako dziedzic część Scziborowskiej w Bogusławicach[21].

## Majątki ziemskie należące do rodu
Poniżej wymienione są najważniejsze dobra ziemskie należące do Ścibor-Bogusławskich od XV do XX wieku.
Bogusławice, Gluzy, Wawrowice, Stryje Paskowe, Wrzeszczewice, Czyżów, Sulisławice, Włocin, Grzymaczew, Smaszków, Stok, Pawłówek, Zawady, Chrusty, Czepów Dolny, Korczew, Wilkowice.

## Przedstawiciele rodu

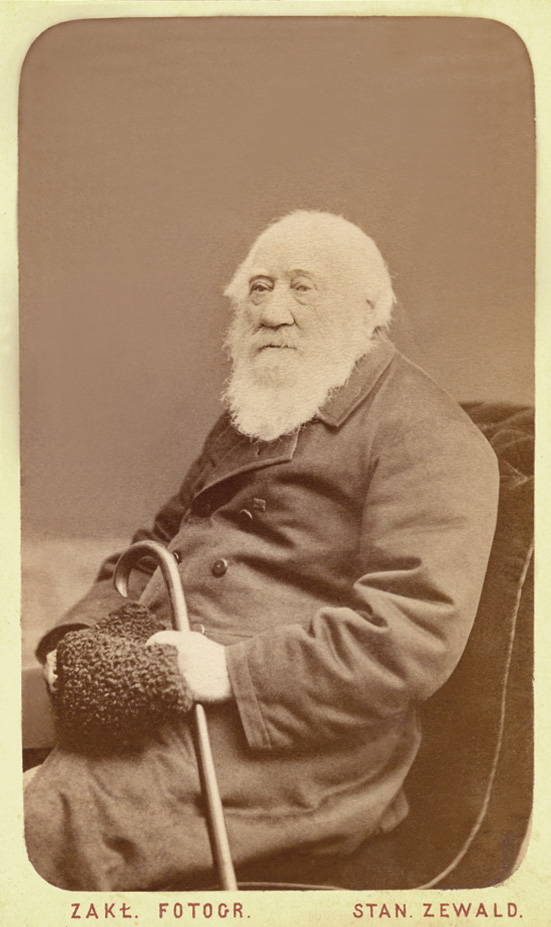
Wojciech Ścibor-Bogusławski (1794-1882), por. wojsk Księstwa Warszawskiego i Królestwa Polskiego

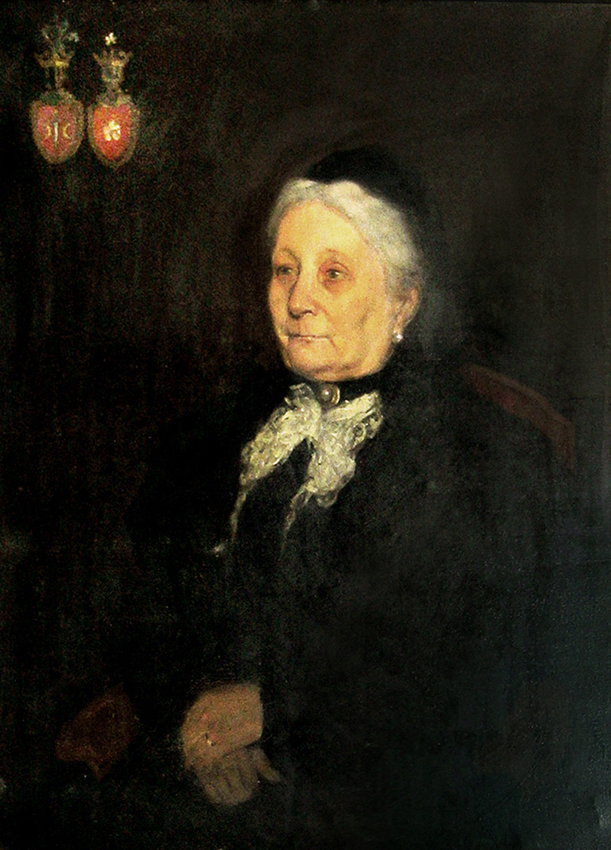
Portret Karoliny Ścibor-Bogusławskiej (1837-1880), małżonki Maksymiliana Pstrokońskiego h. Poraj, córki Wojciecha i Michaliny z Przeuskich

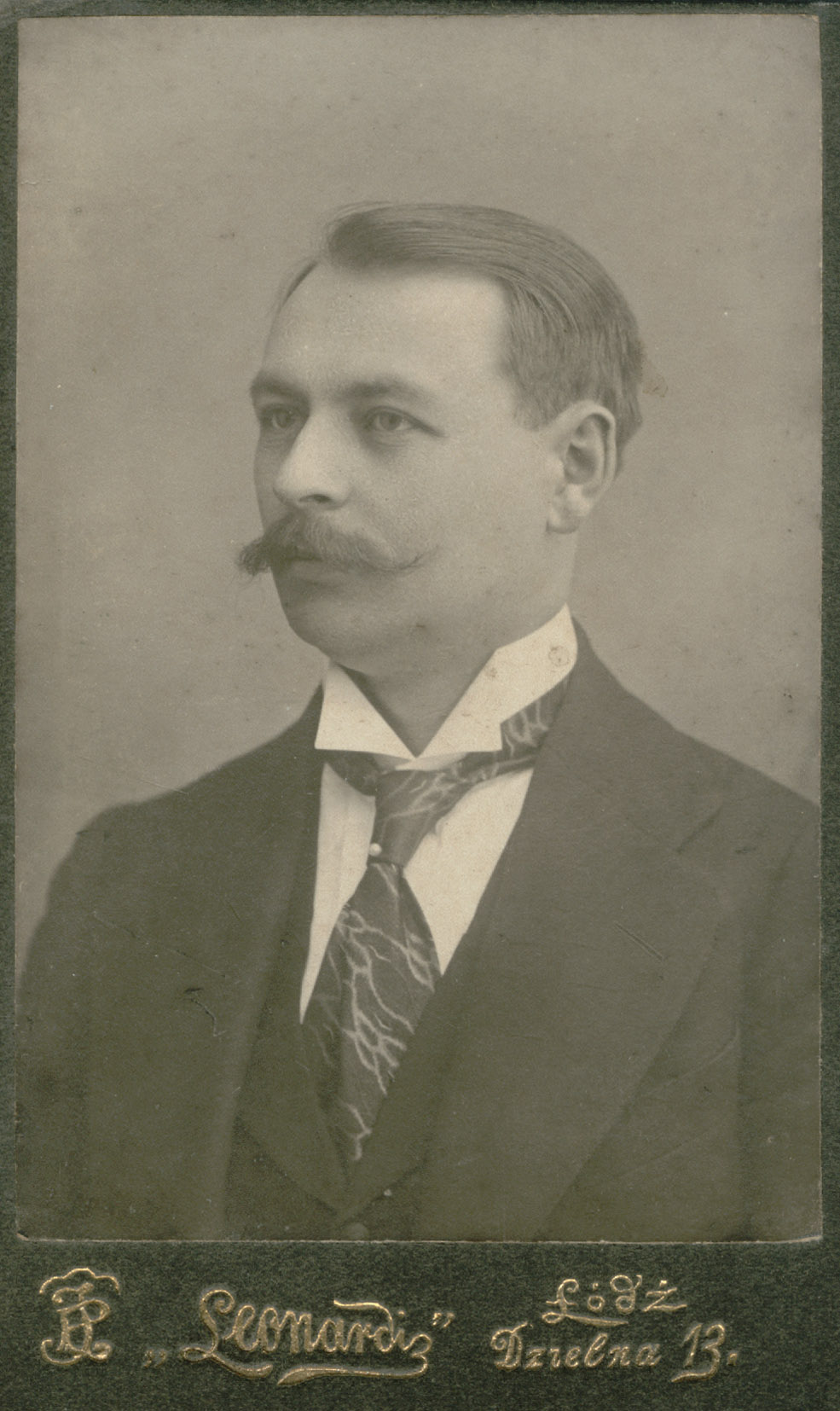
Kazimierz Ścibor-Bogusławski, dyr. Banku Spółdzielczego w Łodzi

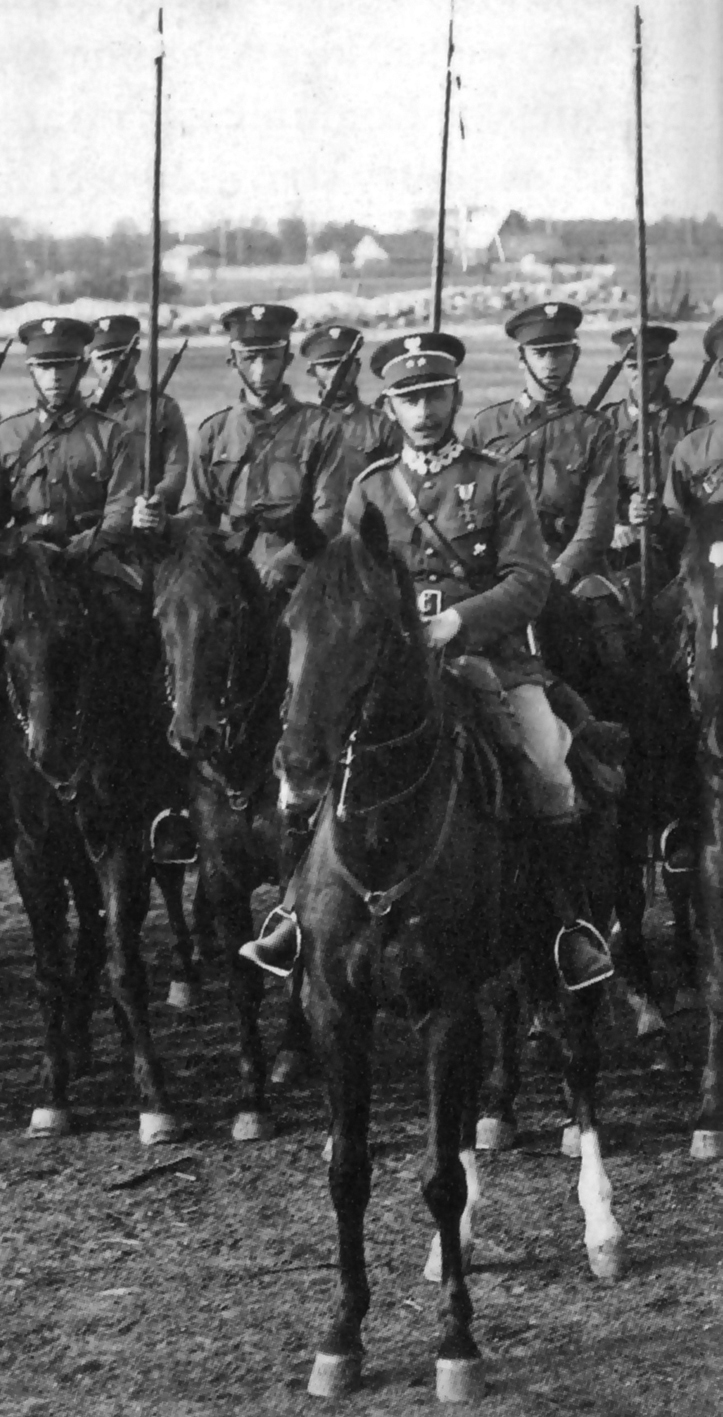
Rtm. Stefan Ścibor-Bogusławski na czele oddziału

- Maciej z Bogusławic (zm. po 1428) - dziedzic na Bogusławicach i w Jackowie w I połowie XV w.

- Ścibor z Bogusławic (zm. po 1480) - dziedzic na Bogusławicach w połowie XV w.

- Marcin z Bogusławic Bogusławski (zm. po 1606) - właściciel dóbr ziemskich w Stryjach Paskowych, syn Jana Bogusławskiego zw. Ścibor i Heleny z Wolskich. W lutym 1598 roku Bogusławski sprzedał łan ziemi w tej wsi zwany Ziembiński oraz część siedliska Krystynie z Glińskich, żonie Walentego Lubczyńskiego, za sumę 300 złp. Akt kupna-sprzedaży został zawarty w Piotrkowie i wniesiony do tamtejszych ksiąg grodzkich. Transakcję tę wówczas zatwierdzała Katarzyna Glińska, jego małżonka[22]. Pozostałe części w Stryjach Paskowych sprzedał Mikołajowi Łaskawskiemu w 1602 roku[31]. Drugą żoną Marcina Bogusławskiego była Małgorzata Piorunowska, której tego roku zabezpieczył 400 złp. posagu i 400 złp. przywianku na połowie wszystkich posiadanych dóbr[32]. Miał z nią syna Marcina, dziedzica Wrzeszczewic[2][1][3][33][34].

- Andrzej Ścibor Bogusławski (zm. ok. 1655) - posesor wójtostwa częstochowskiego. Dnia 10 marca 1635 roku król Władysław IV zezwolił Bogusławskiemu by mógł ustąpić z praw dożywotnich do wójtostwa miasta Częstochowy na rzecz Stanisława z Pilczy Korycińskiego, cześnika krakowskiego i jego żony Katarzyny z Gawronów[35].

- Ścibor Bogusławski (zm. po 1673) - dziedzic Czyżowa[23], poseł na sejm elekcyjny 1669 r.[36]

- Piotr Ścibor Bogusławski (zm. 1674) - prałat kapitulny, scholastyk kapituły wojnickiej (instalowany był na scholasterię 20 lutego 1664 roku)[37].

- Marcin Ścibor-Bogusławski (zm. 1676) – dziedzic Wrzeszczewic, elektor króla Michała Korybuta, darczyńca na rzecz kościoła szpitalnego św. Ducha oraz kapituły kolegiackiej w Łasku. Był synem Marcina i Małgorzaty z Piorunowskich. Jego żoną była Katarzyna Rościeska (seu Rościerska) h. Rola, z którą miał synów: ks. Stanisława, Jana, Wojciecha i Marcina, męża Marianny z Rosowskich h. Korab[33].

- Stanisław Ścibor-Bogusławski (zm. 1696) - dziedzic Wrzeszczewic, kanonik łaski, przemyski, włocławski, kustosz wolborski, prepozyt brzozowski, sędzia surogat Konsystorza Diecezji Kujawsko-Pomorskiej, dwukrotnie nominowany na urząd sędziego Trybunału Głównego Koronnego, kanclerz kardynała M. S. Radziejowskiego do 1696 r. Ustąpił Wrzeszczewice bratu Marcinowi w 1671 r. Był synem Marcina i Katarzyny z Rościeskich h. Rola.

- Andrzej Ścibor-Bogusławski (zm. 1729) - instygator Trybunału Głównego Koronnego w 1700 r., regent grodzki sieradzki, komornik graniczny łęczycki i sieradzki w latach 1717-1729, sędzia sądu komisarskiego w 1719, dziedzic dóbr: Sulisławice, Włocin i Grzymaczew. Ożeniony z Katarzyną Gorzyńską. Był synem Marcina i Marianny z Rosowskich h. Korab.

- Franciszek Ścibor-Bogusławski (zm. 1796) - rotmistrz w konfederacji barskiej, chorąży Kawalerii Narodowej, wicemarszałek sejmiku sieradzkiego w 1761 r., dziedzic Smaszkowa, Włocina i Grzymaczewa. Był synem Andrzeja i Katarzyny z Gorzyńskich. Dwukrotnie żonaty – z Anną Jankowską oraz z Anną Pruszkowską.

- Ignacy Piotr Ścibor-Bogusławski (1716-1793) - kanonik łęczycki, dziekan warcki, budowniczy kościoła w Brzeźniu, komisarz arcybiskupstwa gnieźnieńskiego w 1785 r. Był synem Andrzeja i Katarzyny z Gorzyńskich.

- Jakub Ścibor-Bogusławski (zm. 1788) - konfederat barski, dziedzic Włocina i Grzymaczewa. Był synem Andrzeja i Katarzyny z Gorzyńskich. Ożenił się z Marianną Chodakowską h. Dołęga.

- Krystyna Ścibor-Bogusławska (zm. 1783) - obdarowana przez króla Stanisława Augusta Poniatowskiego dożywotnio starostwem wągłczewskim w 1773 r. Była córką Franciszka i Anny z Jankowskich. Dwukrotnie wstępowała w związki małżeńskie - z Antonim Łubieńskim, starostą wągłczewskim i Józefem Byszewskim, pułkownikiem wojsk koronnych.

- Elżbieta Tekla Ścibor-Bogusławska (1768-1846) - dziedziczka części Włocina i Grzymaczewa. Była córką Franciszka i Anny z Pruszkowskich. Wyszła za mąż za Michała Mokrskiego, dziedzica Kobylej Góry i Ciężkowic, szambelana króla Stanisława Augusta Poniatowskiego[38].

- Ignacy Ścibor-Bogusławski (zm. 1822) - żołnierz napoleoński, porucznik Legionów Polskich we Włoszech, ziemianin, posesor dóbr: Sokołów, Nowa Wieś, Stok, Zawady i innych. Był synem Jakuba i Marianny z Chodakowskich h. Dołęga. Jego małżonką była Wiktoria Morawska h. Korab, ciotka Teodora i Teofila Morawskich, członków Rządu Narodowego w czasie powstania listopadowego[39].

- Antonina Helena Ścibor-Bogusławska (1786-1841) - dziedziczka części Włocina i Grzymaczewa. Była córką Maksymiliana i Faustyny z Kiedrowskich h. Sas. Wstępowała dwukrotnie w związki małżeńskie - z Pawłem Frankowskim, kontrolerem przy komorze celnej w Kaliszu i z Janem Walentym Opielińskim, prezydentem Kalisza[40].

- Stanisław Ścibor-Bogusławski (1784-1859) -  major w 13 pułku piechoty liniowej podczas powstania listopadowego, odznaczony Krzyżem Kawalerskim Orderu Virtuti Militari, dziedzic dóbr Włocin i Stok. Był synem Maksymiliana i Faustyny z Kiedrowskich h. Sas.

- Wojciech Ścibor-Bogusławski (1794-1882) - porucznik wojsk Księstwa Warszawskiego i Królestwa Polskiego, dziedzic dóbr Włocin i Grzymaczew. Był synem Maksymiliana, towarzysza wojsk koronnych i Faustyny z Kiedrowskich h. Sas. Jego małżonką była Michalina z Przeuskich h. Sulima, dziedziczka Pawłówka, Czajkowa i Niedźwiadów[41].

- Hieronim Adam Tomasz Ścibor-Bogusławski (1803-1870) - zakonnik, reformata, kronikarz, kaznodzieja ordynariusz Zgromadzenia Księży Reformatów w Wieluniu, wikariusz łaski, sieradzki, kłomnicki i kamieński, komendarz parafii: Chwalborzyce, Wielenin, Głuchów, Dworszowice, Starokrzepice, Suchcice i Kociszew. Był synem Antoniego Onufrego i Salomei z Bobowskich h. Gryf[42].

- Ignacy Napoleon Ścibor-Bogusławski (1807-1882) - proboszcz mierzyński, uczestnik powstania styczniowego, właściciel części Korczewa. Był synem Antoniego Onufrego i Salomei z Bobowskich h. Gryf[43].

- Petronela Tekla Ścibor-Bogusławska (1810-1846) - dziedziczka Korczewa. Była córką Antoniego Onufrego i Salomei z Bobowskich h. Gryf. Wyszła za mąż za Walentego Otockiego dziedzica Korczewa. Po śmierci Otockiej Korczew posiadali w części jej bracia - Antoni Jan i ks. Ignacy Napoleon Bogusławscy[44].

- Jan Nepomucen Ścibor-Bogusławski (1818-1890) - ziemianin, właściciel dóbr ziemskich: Włocin i Grzymaczew, Stok, Dąbrowa Rusiecka, Ochle, Zawady, Chrusty, Czepów Dolny. Był synem Stanisława i Urszuli Załuskowskiej. Jego małżonką była Paulina Niemojewska[45].

- Stanisław Juliusz Ścibor-Bogusławski (1864-1936) - właściciel Wilkowic. Był synem Władysława Bogusławskiego i Józefy ze Skotnickich h. Rola, dziedziców dóbr Zaborów. Ożenił się z Anną Lochman, dziedziczką Wilkowic[46].

- Karol Bogusławski (1880–1932) – działacz społeczny, kupiec, członek Stowarzyszenia Polskich Kupców i Przemysłowców Chrześcijan, członek Rady Nadzorczej Banku Spółdzielczego w Łodzi, ławnik Sądu Grodzkiego oraz członek Komisji Podatkowych. Właściciel sklepu kryształów i porcelany przy ulicy Piotrkowskiej w Łodzi.

- Kazimierz Ścibor-Bogusławski (1887-1949) – działacz społeczny, członek Zarządu Stowarzyszenia Polskich Kupców i Przemysłowców Chrześcijan, dyrektor Banku Spółdzielczego w Łodzi, odznaczony Srebrnym Krzyżem Zasługi. Był synem Ignacego Henryka i Teodozji Madler.

- Stanisław Ścibor-Bogusławski (1888-1940) - oficer 1 pułku piechoty Legionów Polskich, major Wojska Polskiego, zamordowany na Ukrainie w 1940 roku. Był synem Henryka i Emilii z Pszczółkowskich. Odznaczony Krzyżem Niepodległości i Krzyżem Walecznych[47].

- Stefan Ścibor-Bogusławski (1897-1978) - rotmistrz Wojska Polskiego II Rzeczypospolitej i Polskich Sił Zbrojnych, uczestnik I i II wojny światowej, dziedzic Wilkowic, wielokrotnie odznaczany m.in.: Krzyż Kawalerski Orderu Odrodzenia Polski, Krzyż Walecznych, Srebrny Krzyż Zasługi, Krzyż Pamiątkowy Monte Cassino, Gwiazda za Wojnę 1939-1945, Gwiazda Italii, Medal Króla Jerzego VI za Wojnę 1939-1945. Był synem Stanisława Juliusza i Anny Lochman.

- Tadeusz Józefat Ścibor-Bogusławski (1899-1992) - porucznik Wojska Polskiego, odznaczony Krzyżem Walecznych, dziedzic Wilkowic. Był synem Stanisława Juliusza i Anny Lochman.

- Władysław Ścibor-Bogusławski (1902-1945) - uczestnik powstania warszawskiego (ps. „Łajdus”), odznaczony Krzyżem Armii Krajowej, Medalem Wojska Polskiego (czterokrotnie), Warszawskim Krzyżem Powstańczym, dziedzic Wilkowic. Był synem Stanisława Juliusza i Anny Lochman.

- Lech Ścibor-Bogusławski (1922-2013) - uczestnik kampanii wrześniowej 1939, sekretarz generalny Stowarzyszenia Papierników Polskich w latach 1974–1982, odznaczony Złotym i Srebrnym Krzyżem Zasługi, Krzyżem Kawalerskim Orderu Odrodzenia Polski, Medalem za Warszawę, Złotą i Srebrną Odznaką Honorową NOT. Był synem Kazimierza i Stanisławy z Cygańskich h. Prus. Syn Kazimierza Bogusławskiego.

- Janusz Ścibor-Bogusławski (1925-2024) - doktor nauk technicznych, dyrektor Centralnego Laboratorium Przemysłu Wełnianego w Łodzi w 1973 r., odznaczony Złotym Krzyżem Zasługi, Złotą Odznaką NOT i SWP, Honorową Odznaką Miasta Łodzi i Woj. Bielskiego. Syn Kazimierza Bogusławskiego.

- Rafał Ścibor-Bogusławski (ur. 1967) - artysta plastyk, projektant form przemysłowych, publicysta, prezes Stowarzyszenia Rodu Ostoja, członek redakcji "Na Sieradzkich Szlakach", członek Wieluńskiego Towarzystwa Naukowego, wielokrotnie nagradzany m.in. I nagrodą za projekt znaku Polskiego Radia Katowice, II nagrodą w Międzynarodowym Festiwalu WRO, Medalem Zarządu Głównego PTTK Za Pomoc i Współpracę. Syn Janusza Bogusławskiego.